# Liste der Kulturdenkmäler in Vollmersweiler
In der Liste der Kulturdenkmäler in Vollmersweiler sind alle Kulturdenkmäler der rheinland-pfälzischen Ortsgemeinde Vollmersweiler aufgeführt. Grundlage ist die Denkmalliste des Landes Rheinland-Pfalz (Stand: 26. Juni 2023).

## Einzeldenkmäler
| Bezeichnung | Lage                | Baujahr         | Beschreibung | Bild            |
| ----------- | ------------------- | --------------- | --- | --------------- |
| Wohnhaus    | Hauptstraße 22 Lage | um 1800         | eingeschossiges Fachwerkhaus, teilweise massiv, um 1800                                                                           | Fotos hochladen |
| Hofanlage   | Hauptstraße 24 Lage | um 1800         | Zweiseithof; eingeschossiges Fachwerkhaus, Fachwerk-Wirtschaftsgebäude, wohl um 1800                                              | Fotos hochladen |
| Wohnhaus    | Hauptstraße 44 Lage | 1807            | Fachwerkhaus, bezeichnet 1807, Klinkerausmauerung wohl aus dem frühen 20. Jahrhundert, überdachtes Hoftor gemeinsam mit Nr. 46    | Fotos hochladen |
| Hofanlage   | Hauptstraße 46 Lage | 18. Jahrhundert | Zweiseithof; Fachwerkhaus, 18. Jahrhundert, Fachwerk-Wirtschaftsgebäude, bezeichnet 1741, überdachtes Hoftor gemeinsam mit Nr. 44 | Fotos hochladen |
| Hofanlage   | Hauptstraße 50 Lage | 1796            | Zweiseithof; Fachwerkhaus, bezeichnet 1796 (?); Fachwerk-Wirtschaftsgebäude                                                       | Fotos hochladen |
| Wohnhaus    | Hauptstraße 62 Lage | 1803            | Fachwerkhaus, teilweise massiv, bezeichnet 1803                                                                                   | Fotos hochladen |
| Hofanlage   | Hauptstraße 63 Lage | 1833            | Zweiseithof; eingeschossiges Fachwerkhaus, bezeichnet 1833, Fachwerk-Wirtschaftsgebäude                                           | Fotos hochladen |